# Kooptace do České národní rady 1989–1990
Kooptace do České národní rady 1989–1990 byl proces částečně změny složení České národní rady  během sametové revoluce v Československu vrcholící v únoru 1990, při němž bylo několik desítek poslanců České národní rady nahrazeno novými osobnostmi.

## Právní základ
28. prosince 1989 přijalo Federální shromáždění ústavní zákon č. 183/1989 Sb., o volbě nových poslanců zákonodárných sborů. Ten stanovil, že pokud se uprázdní rezignací poslanecké křeslo ve Federálním shromáždění, České národní radě nebo Slovenské národní radě, neproběhnou doplňovací volby v daném obvodu, jak bylo dosud zvykem, ale noví poslanci budou vybráni po dohodě politických stran a Občanského fóra (na Slovensku hnutí Verejnosť proti násiliu).
Hlavní fáze kooptace nastala 6. února 1990, kdy mandátový a imunitní výbor České národní rady navrhl České národní radě, aby schválila nových 64 poslanců ČNR. Z nich 7 bylo členy Československé strany lidové, 3 členové Československé strany socialistické, 3 členové Komunistické strany Československa a ostatní bezpartijní (většinou za Občanské fórum).

## Seznam kooptovaných poslanců ČNR
V závorce stranická příslušnost.
- František Adámek (KSČ)
- MUDr. Václav Bedřich (bezpartijní)
- Marek Benda (bezpartijní, resp. OF)
- Karel Biňovec (bezpartijní)
- PaedDr. Miroslav Braný (bezpartijní)
- Radovan Brychta (bezpartijní)
- Martin Bursík (bezpartijní)
- Ing. Viktor Dobal (bezpartijní)
- Vojtěch Dohnal (bezpartijní)
- Ing. Vlastimil Doubrava (bezpartijní)
- Jiří Fiedor (bezpartijní)
- Rostislav Hakl (KSČ)
- Ing. Karel Holomek (bezpartijní)
- Mgr. Jiří Honajzer (bezpartijní)
- Bohuslav Hubálek (bezpartijní, resp. OF)
- Helena Hynková (KSČ)
- JUDr. Ivana Janů (ČSL)
- Vítězslav Jurásek (KSČ)
- JUDr. Jan Kalvoda (bezpartijní, resp. OF)
- JUDr. Ing. Jiří Karas (ČSL)
- Ing. Jan Kasal (ČSL)
- MUDr. Marie Kolomazníková (bezpartijní)
- Josef Kovalčuk  (bezpartijní)
- MUDr. Jaroslav Kraus  (bezpartijní)
- Josef Krejčí (ČSL)
- Luboš Krejčíř (bezpartijní)
- JUDr. Stanislav Křeček (ČSS)
- PhDr. Karel Kříž (bezpartijní)
- Ing. Vladimír Laštůvka (bezpartijní)
- Josef Lesák (ČSS)
- MUDr. Petr Lom, CSc.  (bezpartijní, resp. OF)
- JUDr. Hana Marvanová (bezpartijní, resp. OF)
- Jaroslav Matějka (bezpartijní)
- Ing. Vladimír Mikan (bezpartijní, resp. OF)
- Miroslav Mírný (bezpartijní)
- MUDr. Jaroslava Moserová, DrSc. (bezpartijní)
- Helena Němcová (bezpartijní)
- PhDr. Jindřich Němčík (bezpartijní)
- JUDr. Jiří Novák (bezpartijní)
- Ing. Libor Novák (bezpartijní)
- Vítězslav Otruba (KSČ)
- JUDr. Ivo Palkoska (bezpartijní)
- Ing. Josef Pavela (ČSL)
- Martin Pecina (bezpartijní)
- Pavel Peška (bezpartijní)
- Ing. Václav Povolný (bezpartijní)
- JUDr. Anna Röschová (bezpartijní)
- Jiří Rubín ČSL)
- akad. arch. Jan Sapák (bezpartijní)
- Aleš Slavík (bezpartijní)
- Ing. Zdeněk Spousta (bezpartijní)
- Vladimír Struska (bezpartijní)
- MUDr. Rudolf Střítecký (bezpartijní)
- MUDr. Martin Syka (bezpartijní)
- Ing. Josef Šedivý (ČSL)
- MUDr. Vladimír Škoda (ČSS)
- Ing. Čeněk Tvrdoň (bezpartijní)
- Anna Váchalová (KSČ)
- Alois Válek (bezpartijní)
- Vlastislav Valtr (bezpartijní, resp. OF)
- PhDr. Jiří Vlach (bezpartijní, resp. OF)
- PhDr. Stanislav Volák (bezpartijní)
- Ing. Josef Vondráček (bezpartijní)
- Tadeusz Wantula (bezpartijní)
- Ing. Leopold Zubek (bezpartijní)